# Joseph Kirchhoffs
Joseph Kirchhoffs (* 24. Oktober 1724 in Herzogenrath; † 11. Mai 1772 ebenda) war ein Wundarzt im Herzogenrather Land und ein mutmaßlicher Räuberhauptmann der Bockreiter.

## Leben
Kirchhoffs machte eine Ausbildung zum Wundarzt und diente später der österreichischen Armee in Brüssel. Als in seiner Heimatstadt Herzogenrath, das damals zum habsburgischen Land Overmaas gehörte, die Stelle des Stadtchirurgen ausgeschrieben wurde, bewarb er sich erfolgreich darum. 1759 heiratete er Anna Elisabeth Mans, mit der er sechs Kinder haben sollte.

## Kirchhoffs vor der Justiz
Im August 1771 wurde Kirchhoffs wegen des Vorwurfs verhaftet, ein Anführer der sogenannten Bockreiter zu sein, einer Räuberbande, die seit den 1730er Jahren in der Gegend um Herzogenrath, im Raum Limburg und Schinnen, immer wieder aktiv gewesen war. Die Anschuldigung resultierte aus den Geständnissen weiterer Angeklagter, die unter der Folter seinen Namen genannt hatten. Neun Anklagepunkte wurden gegen Kirchhoffs formuliert, unter anderem warf man ihm Einbruch, Knebelei, Diebstahl und Raub vor. Kirchhoffs selbst leugnete auch nach mehrmaliger Folterung seine Schuld. Dennoch wurde nach neunmonatigem Prozess das Todesurteil gegen ihn ausgesprochen. Vollstreckt wurde es am 11. Mai 1772: Kirchhoffs starb in seiner Heimatstadt am Galgen.
Im Jahr zuvor war auch Kirchhoffs' Bruder Baltus als angebliches Mitglied der Bockreiter festgenommen worden. Er starb an den Folgen einer Folterung ohne ein Geständnis.
Darüber hinaus kam es im Verlauf zu weiteren Bockreiterprozessen, in deren Folge bis 1780 insgesamt 326 Männer und Frauen hingerichtet wurden.

## Das Rätsel Kirchhoffs
Bis heute wird diskutiert, ob Kirchhoffs, der als Wundarzt in seiner Heimat einen guten Leumund besessen haben soll, schuldig oder unschuldig gewesen ist. Es bleibt eine Tatsache, dass im Gerichtsverfahren gegen ihn auch nach damals gültiger Rechtsprechung nicht alles ordnungsgemäß ablief und Kirchhoffs ohne eigenes Schuldeingeständnis hingerichtet wurde.